# Hydrogenering
Hydrogenering, äldre benämning hydrering, är en kemisk reaktion där vätgas (H2) adderas till en kemisk förening för att åstadkomma en reduktion. För att vätgas ska adderas till en organisk förening krävs en metallkatalysator. Vanliga katalysatorer är övergångsmetaller som nickel (speciellt raneynickel), palladium, platina, rodium, rutenium och vissa föreningar och komplex av dessa. Den viktigaste typen av hydrogenering är den där dubbel- och trippelbindningar (mellan kol) reduceras. Flera hydrogeneringar är utpräglade jämviktsreaktioner som bara ger upphov till tillräckliga mängder produkter vid högre tryck. Den omvända reaktionen kallas dehydrogenering.
RHC=CHR’ + H2 ⇌ RCH2CH2R’

## Betingelser
Hydrogeneringar kan utföras vid atmosfärstryck, men många gånger fordras dock höga tryck. De flesta hydrogeneringar utförs vid rumstemperatur med ibland kan högre temperaturer fordras. Hydrogeneringar är exoterma rektioner.

## Mekanism
Hydrogeneringar är stereoselektiva reaktioner. Katalysatorerna kan delas in i två grupper, heterogena och homogena katalysatorer (se katalysator).
De heterogena är vanligast och även de historiskt viktigaste. Metallkatalysatorn adsorberar väte till sin yta och liknar de metallhydrider man finner hos övergångsmetallerna. Substratet adsorberas även det på katalysatorytan och de två molekylerna kan då reagera med varandra. Detta sker stegvis och leder företrädesvis till produkter med väten på samma sida av dubbelbindningen, så kallad syn-addition. Således ger alkyner upphov till cis-alkener (förutsatt att reduktionen inte får fortsätta till alkan).
Vissa nyare typer av hydrogeneringskatalysatorer är homogena katalysatorer. De uppvisar i många fall en bättre selektivitet och reproducerbarhet samt är mindre känsliga för katalysatorförgiftning. Ett exempel på homogen katalysator är Wilkinsons katalysator RhCl(PPh3)3.

## Reaktivitet
Här följer en lista på olika funktionella gruppers relativa lätthet att undergå hydrogenering. Listan börjar med de mest lättreducerade substraten och går mot mer inerta.
- Syraklorider reduceras till aldehyder.
- Nitrogrupper reduceras till aminer.
- Alkyner reduceras till alkener.
- Aldehyder reduceras till alkoholer.
- Alkener reduceras till alkaner.
- Ketoner reduceras till alkoholer.
- Nitriler reduceras till aminer.
- Naftalener reduceras till tetrahydronaftalener.
- Estrar reduceras till alkoholer.
- Amider reduceras till aminer.
- Bensener reduceras till cyklohexaner.

Karboxylsyror och karboxylsyrasalter är helt inerta för hydrogenering.

## Industriellt
Stora mängder vegetabiliska oljor härdas årligen genom hydrogenering för att användas i margarin, vilket innebär att de enkel- och fleromättade fettsyrorna reduceras. Detta ger ett mättad fett med fastare konsistens och förbättrade lagringsegenskaper. Kontakten med katalysatorytan kan ge upphov till en omlagring av cis- till trans-dubbelbindningar, så kallade transfetter.
Hydrogenering används även inom den petrokemiska industrin, bland annat för att höja bensinutbytet. Det används för att omvandla stenkol till oljor (Bergiusprocessen, som Friedrich Bergius delade nobelpriset i kemi 1931 för) och kolmonoxid till motorbränslen (Fischer-Tropsch-processen) och metanol.
Haber-Boschmetoden, som används för att framställa ammoniak ur kvävgas, är också en hydrogenering. Fritz Haber fick 1918 års och Carl Bosch en del av 1931 års nobelpris i kemi för denna metod.